# Fascia (Italia)
Fàscia (Fascia in ligure) è un comune italiano sparso di 68 abitanti della città metropolitana di Genova in Liguria. La sede comunale si trova nella frazione di Carpeneto.
Con i suoi 1.118 m s.l.m., Fascia è il comune più alto della Liguria.

## Geografia fisica
Il territorio comunale è situato a mezza costa sulle pendici meridionali del monte Carmo (1641 m), spartiacque tra la val Trebbia e la val Borbera, nella zona superiore della valle del torrente Cassingheno, ad est di Genova.
Il comune fa parte del Parco naturale regionale dell'Antola, che si sviluppa lungo le pendici del monte omonimo (1597 m): è uno dei parchi naturalistici liguri più suggestivi, soprattutto per le sue fioriture, fra cui quella del lichene islandico, della digitale purpurea e della pulmonaria.
Tra le vette del territorio si trovano il monte Pio di Brigneto (1462 m), il monte della Cavalla (1328 m), il monte Crocetta (1073 m).
Come per tanti altri paesi simili della val Trebbia, i pochi abitanti invernali si moltiplicano per dieci in estate, essendo meta di villeggiatura di molte famiglie genovesi, che soprattutto dalla val Bisagno vanno a cercare refrigerio sull'Appennino ligure.

## Storia

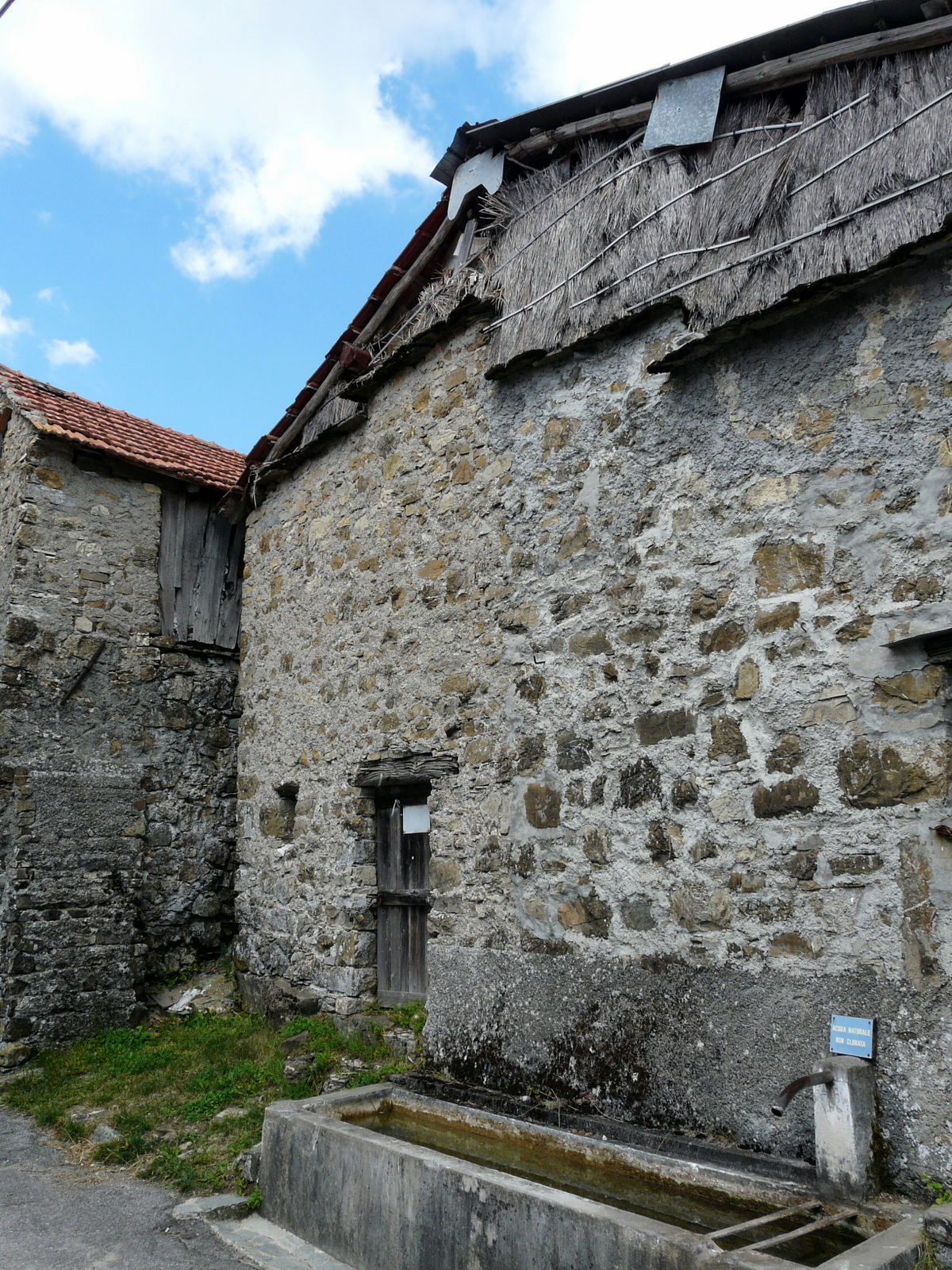
Antiche case del centro storico di Fascia

La nascita e lo sviluppo di Fascia sono sicuramente legati alla sua posizione geografica - territorio comunale tra i più alti della città metropolitana genovese e della Liguria - e sicuramente fu scelto nel Medioevo come posto sicuro in cui rifugiarsi.
La prima citazione ufficiale del borgo di Fascia risale al 12 febbraio del 1235 grazie al ritrovamento di un documento testamentario di una certa Beldì, moglie di Beltramo di Torriglia. La fondazione di un primitivo insediamento abitativo potrebbe risalire al I o II secolo a seguito del ritrovamento di alcuni reperti presso l'odierno abitato. In particolare, lungo l'antico valico di Casa del Romano sono stati trovati i ruderi di un tempio religioso o cappella.
Il borgo di Fascia fece parte dei Feudi imperiali e compreso nel feudo imperiale di Torriglia di cui seguì le sorti. Nel X secolo apparteneva all'abbazia di San Colombano in Bobbio, passò nel 1153 al monastero di San Marziano di Tortona, quindi nel 1180 ai Malaspina e nel 1252 (o poco dopo) ai Fieschi.
Secondo un documento del 1468 i due rappresentanti del borgo, Gullielmus da Faxa e Leonardus de Faxa, firmeranno nella piazza della vicina Torriglia un atto di dedizione verso la vedova di Francesco Sforza, duchessa Bianca Maria Sforza, e al signore di Milano Gian Galeazzo Visconti.
Fu dominio dei conti Fieschi dal 1493 e poi della famiglia Doria nel 1547 dopo la congiura fliscana; questi ultimi la cederanno alla Repubblica di Genova che sottopose Fascia all'interno dei confini territoriali del neo costituito Marchesato di Torriglia e quindi principato omonimo dal 1760.

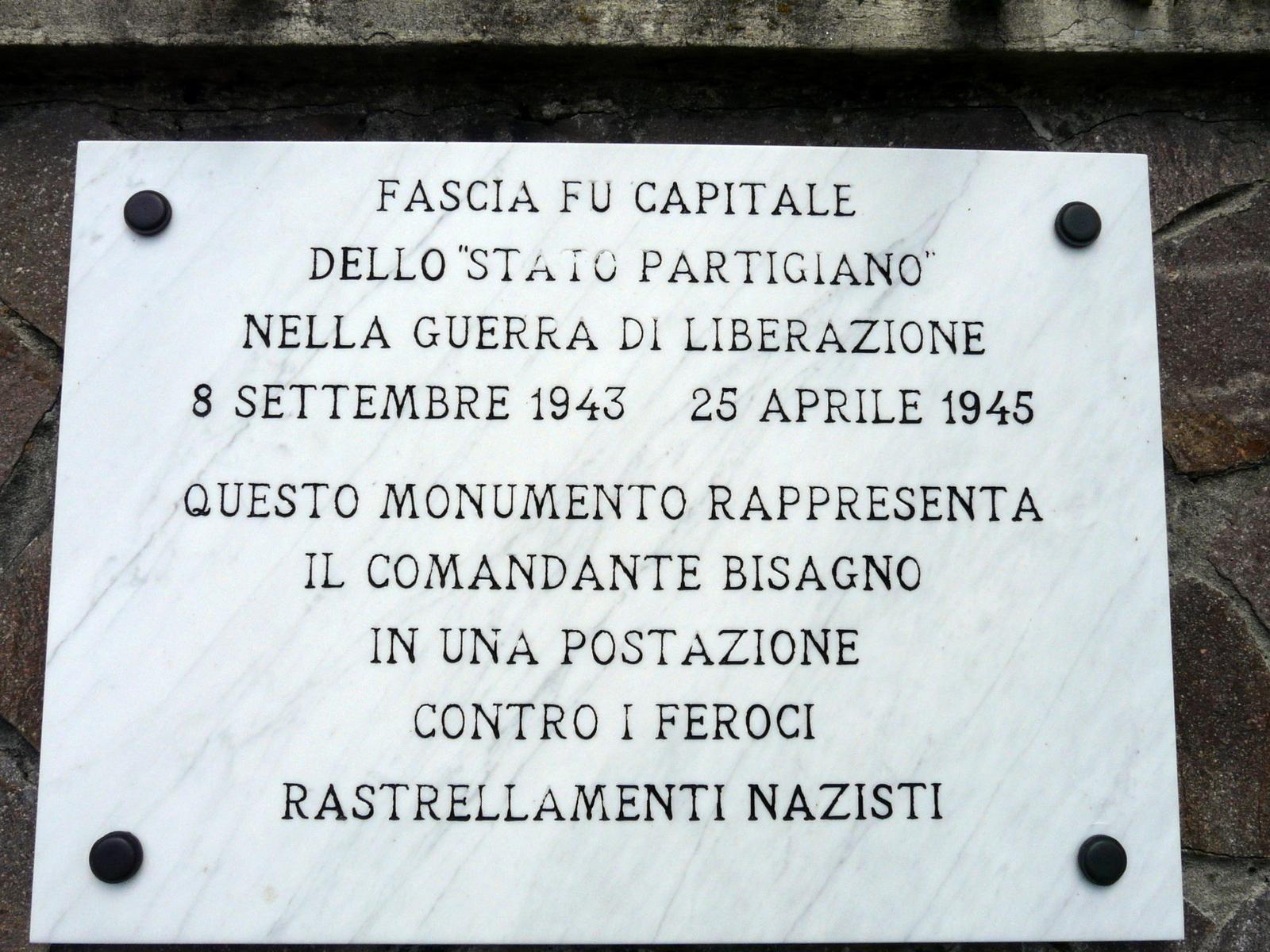
Lapide a testimonianza della resistenza partigiana

Con l'avvento del dominio di Napoleone Bonaparte nel 1797 nelle terre liguri (Campagna d'Italia), Fascia si costituì comune autonomo nella neo costituita Repubblica Ligure. Con la nuova dominazione francese Fascia dal 2 dicembre rientrò nel dipartimento dei Monti Liguri Orientali, con capoluogo Ottone, dal 28 aprile del 1798 sottoposta al capoluogo Torriglia del VI cantone della giurisdizione dei Monti Liguri Orientali e dal 1803 centro principale del IV cantone della Trebbia nella giurisdizione dell'Entella. Annesso al Primo Impero francese dal 13 giugno 1805 al 1814 venne inserito nel dipartimento di Genova.
Nel 1815 fu inglobato nel Regno di Sardegna così come stabilì il congresso di Vienna del 1814. Il 7 febbraio del 1819 passò sotto il controllo del mandamento di Ottone nell'allora provincia di Bobbio (oggi entrambi i comuni sono in provincia di Piacenza). Nel luglio del 1835 una violenta epidemia di colera causò la morte di ventiquattro abitanti.
Rientrato nei confini del Regno d'Italia fu inserito nel circondario di Bobbio della provincia di Pavia. Successivamente il regio decreto n° 1726 datato 8 luglio 1923, firmato dal re Vittorio Emanuele III di Savoia, stabilì il passaggio al circondario di Genova nell'omonima provincia. Sul finire dell'Ottocento e l'inizio del XX secolo, come altri paesi valligiani liguri, subì un notevole fenomeno emigratorio verso il continente americano (California e Argentina soprattutto) e nel capoluogo genovese. I primi servizi pubblici alla piccola comunità fasciotta, isolata fino al 1964 per la mancata presenza di un'adeguata strada carrozzabile, arrivarono nel 1929 con il rifacimento di un nuovo acquedotto idrico (grazie al contributo degli abitanti stessi e degli emigranti nelle Americhe) e nel 1942 con l'illuminazione elettrica del paese.
Il 17 luglio del 1908 si verificò un violento nubifragio con una piena straordinaria della Trebbia che devastò case e campagne soprattutto nel territorio del mandamento bobbiese di Ottone e fra i confini delle provincie di Genova e Pavia, con gravi danni nell'abitato di Gorreto, distruggendo cinque ponti lungo la statale 45 interrompendo le comunicazioni stradali fra Ottone e Torriglia, e la linea telegrafica fra Bobbio e Genova; danni ed allagamenti anche nel piacentino a Rivergaro e a Sant'Antonio a Trebbia nei pressi di Piacenza.
Distruzioni imponenti e danni più ingenti si verificarono, invece, con l'alluvione che colpì la val Trebbia il 19 settembre 1953.
Durante la seconda guerra mondiale fu un centro dell'azione partigiana: a Fascia nacquero le brigate "Bisagno" e "Scrivia", comandate rispettivamente da Aldo Gastaldi e da Aurelio Ferrandi.
Dal 1973 al 31 dicembre 2008 ha fatto parte della Comunità montana Alta Val Trebbia e, con le nuove disposizioni della Legge Regionale n° 24 del 4 luglio 2008, ha fatto parte fino al 2011 della Comunità montana delle Alte Valli Trebbia e Bisagno.
Dal 2014 al 2024 ha fatto parte dell'Unione dei comuni montani dell'Alta Val Trebbia.

### Simboli
Stemma
Gonfalone
Lo stemma e il gonfalone sono stati concessi con decreto del presidente della Repubblica del 19 gennaio 1999.

## Monumenti e luoghi d'interesse

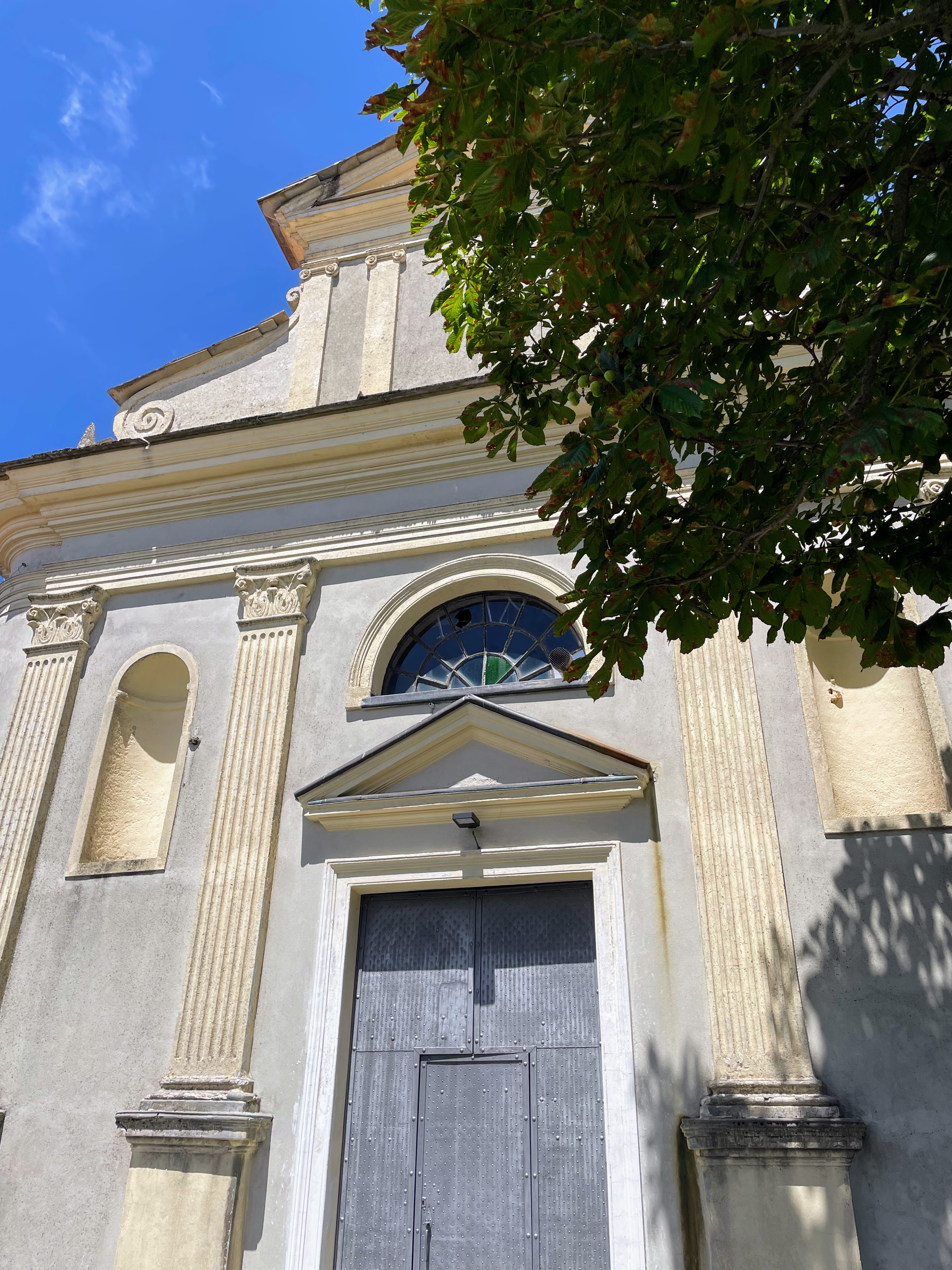
La chiesa parrocchiale della Santissima Annunziata nella frazione di Fascia

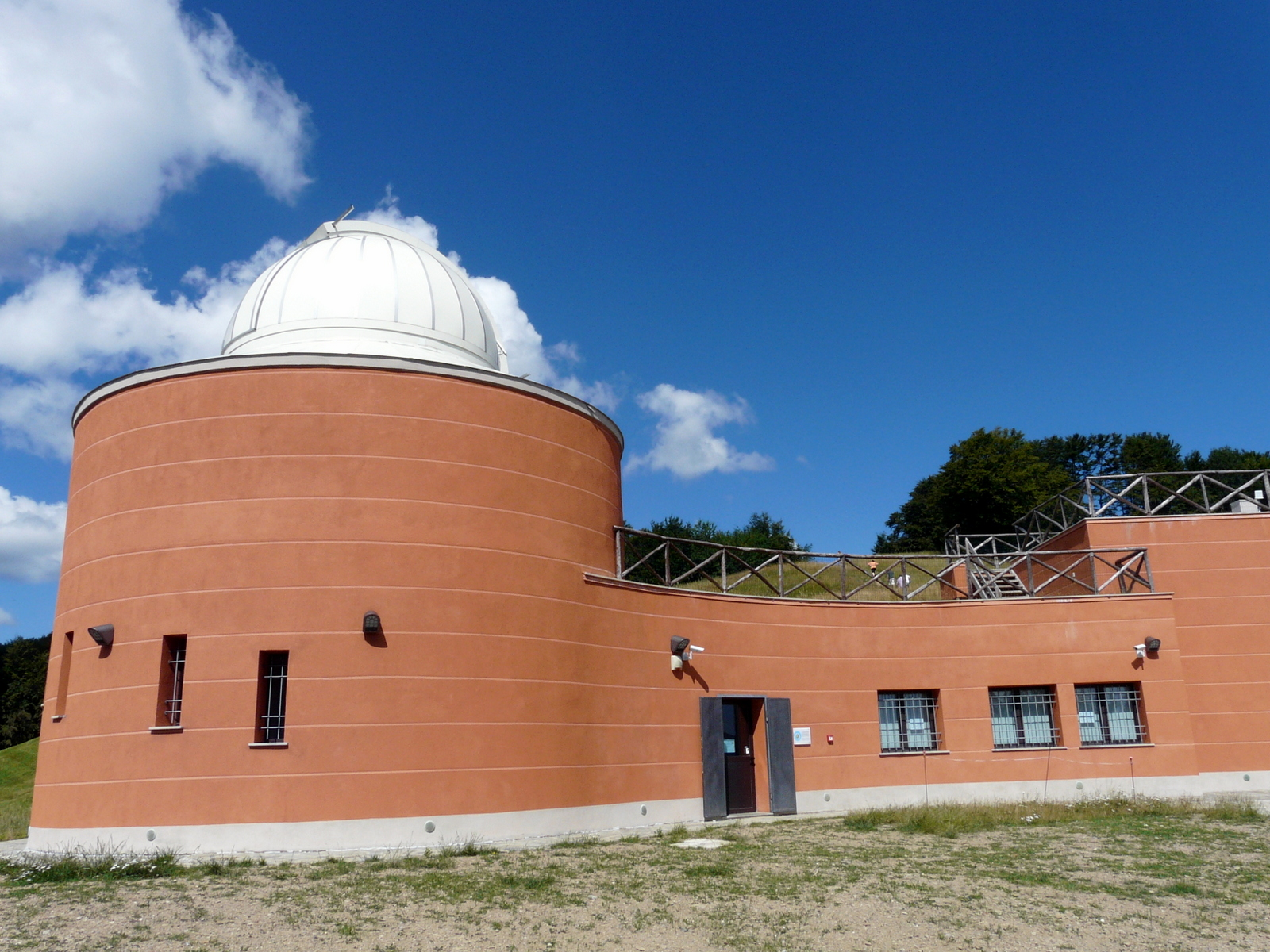
L'osservatorio astronomico del Parco dell'Antola a Casa del Romano

### Architetture religiose
- Chiesa parrocchiale della Santissima Annunziata nella frazione di Fascia. Sita nel centro del paese, alcuni documenti attestano la sua presenza nel XVII secolo e i primi ampliamenti si attuarono nel corso del XIX secolo. Conserva una statua dell'Annunziata nel presbiterio e un'altra scultura raffigurante il santo Guglielmo di Aquitania, patrono di Fascia. L'attiguo campanile fu edificato tra il 1731 e il 1732. Nel paese sono presenti varie cappelle, della Madonna della Guardia, di S. Maria adiacente alla chiesa e di San Giuseppe, vicino al cimitero.
- Chiesa parrocchiale di San Michele Arcangelo nella frazione di Carpeneto, cui dipende la cappella di San Rocco, posta sulla strada sopra il paese.
- Chiesa parrocchiale di San Carlo Borromeo nella frazione di Cassingheno. La sua parrocchia, già citata in documenti ante XVI secolo, fu per molti secoli unita alla comunità di San Michele Arcangelo di Carpeneto; la separazione fu istituita nel 1845; dipende dalla parrocchia la vicina cappelletta, raggiungibile dal cimitero sopra la strada provinciale.
- Cappella di San Rocco delle Tre Croci, posta nella frazione di Casa del Romano.

### Architetture civili
- Osservatorio astronomico del Parco naturale regionale dell'Antola comprendente anche un planetario, presso la frazione di Casa del Romano, dotato di un telescopio riflettore del diametro di 80 cm.

## Società

### Evoluzione demografica
Abitanti censiti

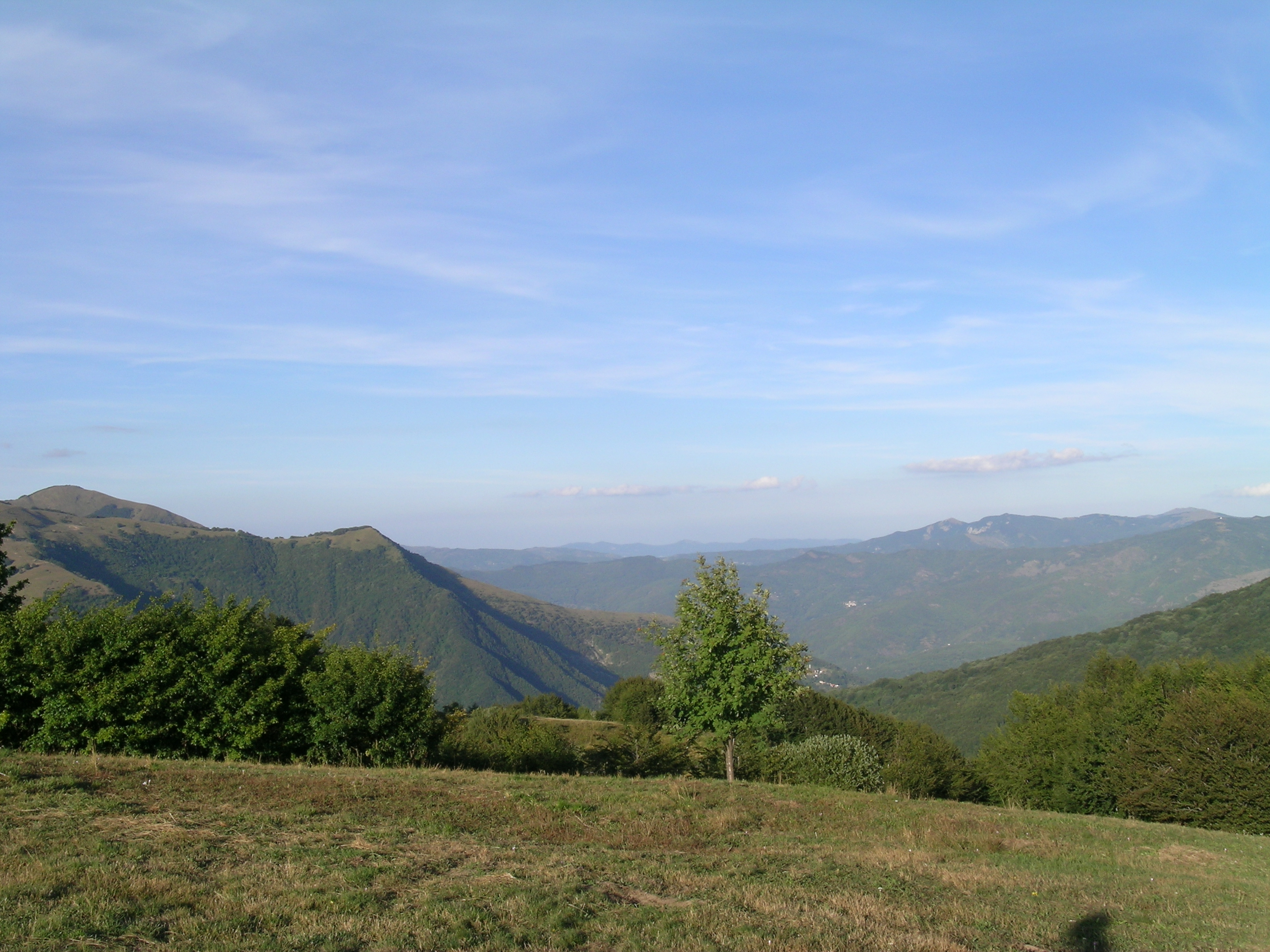
Panoramica dalla frazione di Casa del Romano tra Fascia e Propata

Secondo una ricerca dell'ISTAT del 15 dicembre 2020, l'età media della popolazione è di 66 anni, risultando il comune italiano più anziano.

## Geografia antropica

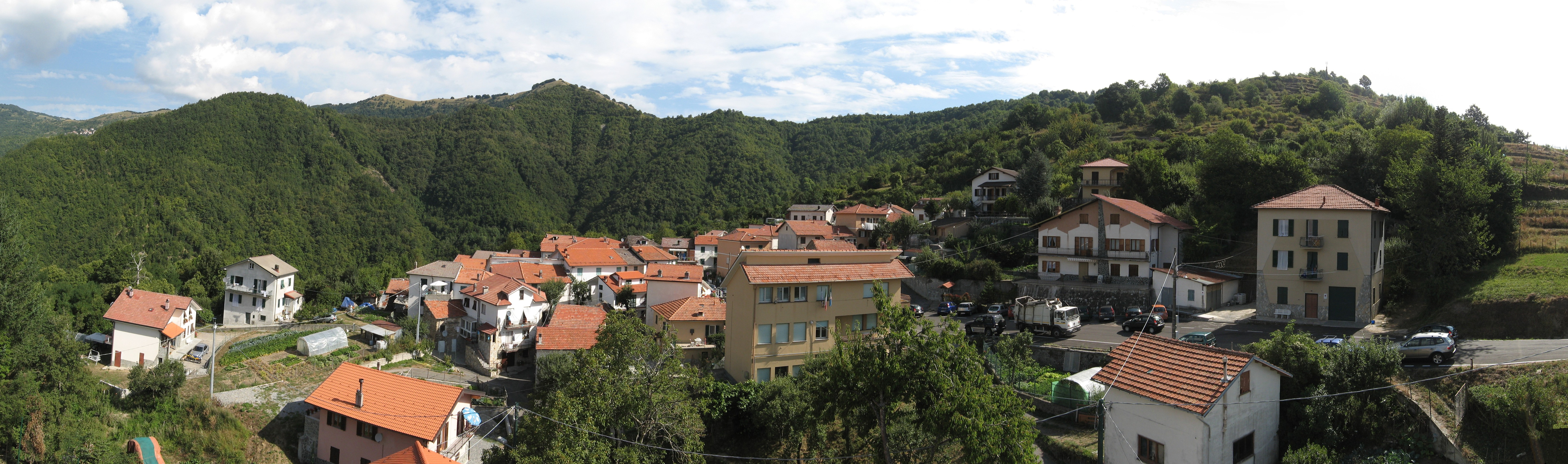
Foto panoramica di Carpeneto vista dal campanile della chiesa parrocchiale di San Michele Arcangelo. In alto sulla sinistra si intravede Fascia. Al centro la vecchia scuola elementare, ora sede degli uffici municipali

Il territorio comunale confina a nord-ovest con il comune di Carrega Ligure (AL), a nord-est con Gorreto, a sud-ovest con Rondanina, a sud con Montebruno e Fontanigorda, ad ovest con Propata e ad est con Rovegno e comprende le frazioni di Beinaschi, Carpeneto (sede del municipio), Cassingheno, Fascia e Casa del Romano per un totale di 11,25 km².

### Casa del Romano
Casa del Romano (Cà do Roman in ligure) è una località posta 1 406 metri al confine tra la val Borbera in Piemonte e l'alta val Trebbia ed è conosciuta come base per escursioni sul monte Antola, raggiungibile da qui in circa due ore di cammino.
Per la sua posizione lontana da centri abitati è stata scelta nel 2006 dal Parco naturale regionale dell'Antola e dalla Regione Liguria per la costruzione del villaggio astronomico in previsione dell'anno internazionale dell'astronomia nel 2009.
Secondo una tradizione locale il nome della località deriverebbe dal soprannome di un certo Stevanin che dalla val Trebbia partì per Roma, dove si innamorò di una ragazza e le propose di trasferirsi a Sottoripa. La ragazza accettò, pensando che sarebbe andata a vivere nell'omonimo quartiere del centro di Genova, ma durante il viaggio i due si fermarono in un paesello e Stevanin disse alla sua ragazza che erano arrivati. Si trovavano infatti nella frazione Sottoripa di Montebruno; la ragazza si sentì presa in giro e disse che a questo punto avrebbe preferito andare a vivere in un posto sui monti ancora più isolato di quel paesello. Stevanin la prese in parola costruendo sulle alture di Fascia una casa che sarebbe stata chiamata la "casa del romano".

## Economia
L'economia è prevalentemente agricola - se pur in una fase di forte decadenza - con produzione e coltivazione di ortaggi, cereali, foraggi e frutta, e sono inoltre praticate l'allevamento del bestiame e lo sfruttamento del sottobosco. I giovani sono andati tutti a Genova a cercare lavoro più stabile e sicuro. Le sovvenzioni dell'allora Comunità montana delle Alte Valli Trebbia e Bisagno avevano permesso ai contadini rimasti di ricevere in maniera agevolata trattori e altre macchinari per facilitarne il lavoro agricolo.

## Infrastrutture e trasporti

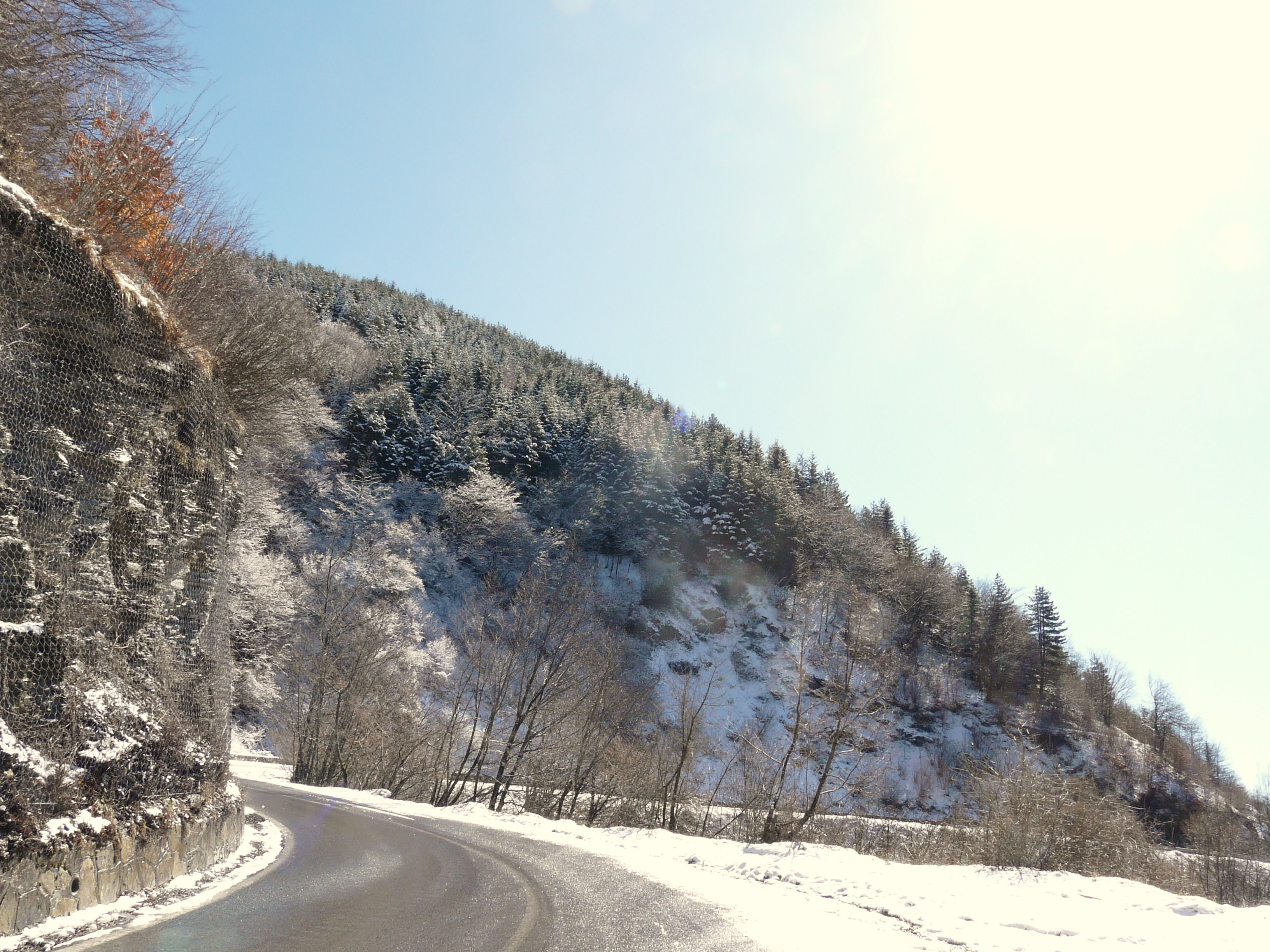
La strada provinciale 16 presso Fascia

### Strade
Il comune di Fascia è attraversato dalla strada provinciale 16 di Casa del Romano che collega la località Due Ponti del comune di Fontanigorda, posta lungo la strada statale 45 di Val Trebbia, con la val Borbera, in provincia di Alessandria. La strada, superato il valico delle Capanne di Carrega, al confine tra Liguria e Piemonte, prosegue in territorio piemontese sulla strada provinciale 147 di Carrega toccando il comune di Carrega Ligure.
Dalla provinciale 16, nei pressi di Casa del Romano, si stacca la provinciale 87 di Propata Alta che collega Fascia con Propata.

### Mobilità urbana
I trasporti interurbani di Fascia vengono svolti con autoservizi di linea gestiti da AMT.

## Amministrazione

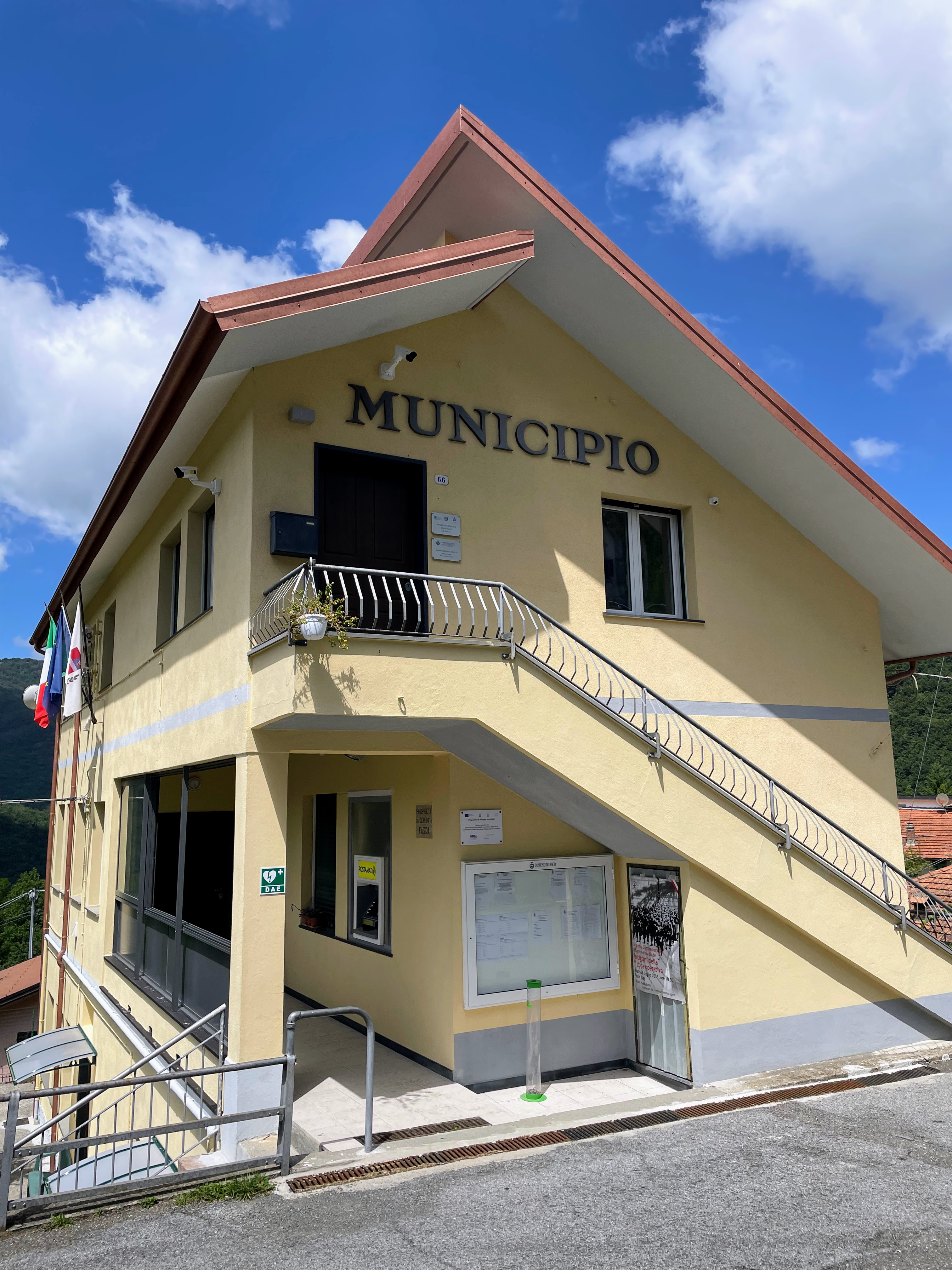
Il municipio nella frazione e sede comunale di Carpeneto

| Periodo        | Periodo        | Primo cittadino        | Partito                                          | Carica          | Note   |
| -------------- | -------------- | ---------------------- | ------------------------------------------------ | --------------- | ------ |
| 1797           | 1806           | Giacomo Martini        |                                                  | Maire           |        |
| 1810           | 1817           | Andrea Ferretti        |                                                  | Maire Sindaco   |        |
| 1818           | 1821           | Giuseppe Bruno         |                                                  | Sindaco         |        |
| 1822           | 1823           | Giuseppe Orocchi       |                                                  | Sindaco         |        |
| 1823           | 1827           | Andrea Ferretti        |                                                  | Sindaco         |        |
| 1827           | 1829           | Giuseppe Barile        |                                                  | Sindaco         |        |
| 1829           | 1831           | Giacomo Ghiglione      |                                                  | Sindaco         |        |
| 1831           | 1833           | Domenico Varni         |                                                  | Sindaco         |        |
| 1833           | 1833           | Andrea Bruno           |                                                  | Sindaco         |        |
| 1833           | 1837           | Giuseppe Barile        |                                                  | Sindaco         |        |
| 1837           | 1840           | Simone Bruno           |                                                  | Sindaco         |        |
| 1840           | 1862           | Giuseppe Barile        |                                                  | Sindaco         |        |
| 1866           | 1874           | Carlo Isola            |                                                  | Sindaco         |        |
| 1875           | 1877           | Pasquale Bruno         |                                                  | Sindaco         |        |
| 1877           | 1881           | Giovanni Muzio         |                                                  | Sindaco         |        |
| 1882           | 1886           | Giovanni Isola         |                                                  | Sindaco         |        |
| 1886           | 1895           | Nicola Isola           |                                                  | Sindaco         |        |
| 1895           | 1898           | Stefano Orocchi        |                                                  | Sindaco         |        |
| 1898           | 1908           | Gio Batta De Negri     |                                                  | Sindaco         |        |
| 1908           | 1911           | Andrea Re              |                                                  | Sindaco         |        |
| 1911           | 1920           | Stefano Orocchi        |                                                  | Sindaco         |        |
| 1920           | 1926           | Antonio Barile         |                                                  | Sindaco Podestà |        |
| 1926           | 1930           | Silvio Baracchi        | PNF                                              | Podestà         |        |
| 1931           | 1934           | Antonio Barile         | PNF                                              | Podestà         |        |
| 1934           | 1935           | Giuseppe Varni         |                                                  | Comm. pref.     |        |
| 1935           | 1945           | Giuseppe Varni         | PNF                                              | Podestà         |        |
| 1945           | 1946           | Antonio Bruno          |                                                  | Sindaco         |        |
| 1946           | 1951           | Giuseppe Antonio Bruno |                                                  | Sindaco         |        |
| 1951           | 1956           | Luigi Isola            |                                                  | Sindaco         |        |
| 1956           | 1960           | Giacomo Maria Varni    |                                                  | Sindaco         |        |
| 1960           | 1970           | Fiorindo Orocchi       |                                                  | Sindaco         |        |
| 1970           | 1973           | Paolo Emilio Taviani   | DC                                               | Sindaco         |        |
| 1973           | 1980           | Elvio Varni            | DC                                               | Sindaco         |        |
| 1980           | 22 luglio 1985 | Marcello Bruno         | DC                                               | Sindaco         |        |
| 22 luglio 1985 | 7 giugno 1990  | Marcello Bruno         | DC                                               | Sindaco         |        |
| 2 luglio 1990  | 30 luglio 1994 | Marcello Bruno         | DC                                               | Sindaco         | [ 22 ] |
| 30 luglio 1994 | 24 aprile 1995 | Filippo Tirini         | DC                                               | Sindaco         |        |
| 24 aprile 1995 | 14 giugno 1999 | Filippo Tirini         | lista civica di centro                           | Sindaco         |        |
| 14 giugno 1999 | 14 giugno 2004 | Filippo Tirini         | Spiga di grano (lista civica di centro-sinistra) | Sindaco         |        |
| 14 giugno 2004 | 8 giugno 2009  | Elvio Varni            | Spiga di grano (lista civica di centro-sinistra) | Sindaco         |        |
| 8 giugno 2009  | 26 maggio 2014 | Elvio Varni            | Spiga di grano (lista civica di centro-sinistra) | Sindaco         |        |
| 26 maggio 2014 | 27 maggio 2019 | Elvio Varni            | Spiga di grano (lista civica di centro-sinistra) | Sindaco         | [ 23 ] |
| 27 maggio 2019 | 10 giugno 2024 | Marco Gallizia         | Per rinnovare (lista civica di centro-sinistra)  | Sindaco         |        |
| 10 giugno 2024 | in carica      | Marco Gallizia         | Per rinnovare (lista civica di centro-sinistra)  | Sindaco         |        |